# Hotel California (single)
Hotel California is het titelnummer van het gelijknamige album van de Amerikaanse band Eagles uit 1976. Het nummer werd op 22 februari 1977 eerst in de VS, Canada, Australië en Nieuw-Zeeland op single uitgebracht. In maart dat jaar volgde Europa en in april Japan. In 1988 werd het nummer ook op cd-single uitgebracht. Het is een van de bekendste platen uit de moderne muziekgeschiedenis en de bekendste van de The Eagles.

## Achtergrond
De oorspronkelijke versie van het lied kent de opbouw van een traditionele rocksong: in het begin een zich herhalend melodieus gitaarthema, daarna aangevuld met zang, waarbij de gitaren- en de baspartij de zang ondersteunen. Na afloop van het tekstgedeelte wordt het lied afgesloten met enkele, elkaar opvolgende gitaarsolo's die het openingsdeel gevarieerd herhalen. De prominente gitaarpartijen worden gespeeld door Joe Walsh en Don Felder. De tekst van het lied is geschreven door Don Henley en Glenn Frey, de muziek door Felder.
Walsh verklaarde in het Nederland 3 televisieprogramma Top 2000 à Go-Go versie 2007, dat de titel verwijst naar de vele kunstenaars die rond die tijd naar Californië trokken om deel uit te maken van allerlei kunststromingen die daar plaatsvonden en de aldaar verworven vrijheden. Velen gingen echter net zo snel als ze kwamen; Californië leek wel een doorgangshuis met korte verblijven, vandaar de vergelijking met een hotel.
Hotel California is wellicht beïnvloed door het nummer We Used to Know van Jethro Tull, van hun album Stand Up uit 1969. De akkoorden zijn vrijwel gelijk en ten tijde van het uitbrengen van We Used to Know toerden de beide groepen samen.
De single werd wereldwijd een gigantische hit en bereikte in thuisland de Verenigde Staten de nummer 1-positie in de Billboard Hot 100. In Canada werd eveneens de nummer 1-positie bereikt. In Nieuw-Zeeland werd de 5e positie behaald, in het Verenigd Koninkrijk de 8e positie in de UK Singles Chart, in Frankrijk de 2e, Oostenrijk de 13e en Duitsland de 6e positie. 
In Nederland werd de plaat veel gedraaid op Hilversum 3 en werd een gigantische hit in de destijds twee landelijke hitlijsten op de nationale publieke popzender. De plaat bereikte de 6e positie in de Nationale Hitparade en de 8e positie in de Nederlandse Top 40. In de op Hemelvaartsdag 27 mei 1976 gestarte Europese hitlijst op Hilversum 3, de TROS Europarade, werd de 7e positie bereikt.
In België werd de 24e positie behaald in de voorloper van de Vlaamse Ultratop 50 en de 21e positie in de Vlaamse Radio 2 Top 30. In Wallonië werd de 13e positie behaald.
Sinds de allereerste editie in december 1999 staat de plaat onafgebroken genoteerd in de  top 10 van de jaarlijkse NPO Radio 2 Top 2000 van de Nederlandse publieke radiozender NPO Radio 2.

## Interpretatie
De tekst van het lied gaat over een vermoeide reiziger die de nacht doorbrengt in een luxehotel. Het hotel ziet er aanvankelijk gastvrij en welkom uit, maar blijkt vervolgens een verschrikkelijke plaats te zijn waar men nooit meer echt uit kan vertrekken, ook al kan men er wel uitchecken.
De abstracte opzet van de tekst heeft ertoe geleid dat veel mensen er hun eigen interpretaties aan hebben gegeven. Een veelgehoorde theorie is dat de tekst een allegorie is voor het hedonisme en de zelfvernietiging in de muziekindustrie van Zuid-Californië gedurende de jaren 70 van de 20e eeuw. Don Henley noemde het "our interpretation of the high life in Los Angeles".
Tijdens een optreden in The Howard Stern Show op 17 juli 2008 gaf Don Felder de volgende omschrijving van de oorsprong van de tekst:

"Don Henley and Glen wrote most of the words. All of us kind of drove into LA at night. Nobody was from California, and if you drive into LA at night... you can just see this glow on the horizon of lights, and the images that start running through your head of Hollywood and all the dreams that you have, and so it was kind of about that... what we started writing the song about. Coming into LA... and from that Life in the Fast Lane came out of it, and Wasted Time and a bunch of other songs."
Andere theorieën over de tekst zijn dat de tekst satanistische aspecten zou bevatten (met name de zin "but they just can't kill the beast"), dat het hotel het Camarillo State Mental Hospital (een inrichting voor mentaal gehandicapten) zou zijn, en dat de tekst een metafoor is voor kanker. Al deze theorieën zijn echter ontkend door de Eagles.
Een populair gerucht aan de University of North Texas is dat het lied zou gaan over Don Henleys ervaringen toen hij in Bruce Hall woonde.
Een gedeelte van de tekst in het lied geeft volgens sommigen de sfeer en spirit van California ("a way of life") weer. Een mogelijke metafoor voor "the beast" kan drank en/of drugs betekenen, maar ook dat mensen geneigd zijn in een sleur terecht te komen, een gewoonte om in te leven. "You can checkout any time you like, But you can never leave!" kan weergeven dat mensen geneigd zijn moeilijk uit dit patroon (het leven) te ontsnappen en vaak weer terugvallen in de dagelijkse beslommeringen ... mogelijk gepaard gaande met allerlei problemen, zoals drank- en drugsgebruik of geldproblemen.

## Andere uitvoeringen
Er zijn enkele coverversies van Hotel California. Zo namen de Gipsy Kings een gedeeltelijk Spaanstalige flamenco-versie op, te horen in de film The Big Lebowski. Ook The Scorpions maakten een cover en in 2004 verscheen een uitvoering van William Hung. Van de Australische band The Cat Empire is een Franstalige versie bekend, onder de titel L'Hôtel de Californie. De Moonraisers namen het lied op in een reggaevariant. Ook Majek Fashek nam een reggaevariant van het nummer op. Er is een Nederlandse versie van Jan Rot als Hotel Eldorado.

## Prijzen
Hotel California won een Grammy Award in 1978.
Bij vele in de loop der jaren opgestelde lijsten van beste popsongs aller tijden eindigt Hotel California hoog in de lijst.
In 2010 stond Hotel California voor de eerste keer op de eerste plaats in de Top 2000 van Radio 2. Die positie bereikte het nummer in 2014 opnieuw.

## Diversen
- Naast de oorspronkelijke uitvoering hebben The Eagles het lied ook een plaats gegeven op hun in 1980 verschenen live-album en eveneens (maar dan in een akoestische versie) op hun in 1994 verschenen cd en video Hell Freezes Over.
- Van de zinsnede "They stab it with their steely knives / But they just can't kill the beast" wordt aangenomen dat het een verwijzing-met-een-knipoog is naar de tekstpassage van Steely Dan: "Turn up the Eagles, the neighbors are listening" in hun lied Everything You Did. In een interview uit 2003 heeft Glenn Frey dit inderdaad bevestigd.[bron?]

## Hitnoteringen

### Nederlandse Top 40
| binnenkomst: 30-04-1977 | binnenkomst: 30-04-1977 | binnenkomst: 30-04-1977 | binnenkomst: 30-04-1977 | binnenkomst: 30-04-1977 | binnenkomst: 30-04-1977 | binnenkomst: 30-04-1977 | binnenkomst: 30-04-1977 | binnenkomst: 30-04-1977 | binnenkomst: 30-04-1977 | binnenkomst: 30-04-1977 |
| Week                    | 1                       | 2                       | 3                       | 4                       | 5                       | 6                       | 7                       | 8                       | 9                       |                         |
| ----------------------- | ----------------------- | ----------------------- | ----------------------- | ----------------------- | ----------------------- | ----------------------- | ----------------------- | ----------------------- | ----------------------- | ----------------------- |
| Nummer                  | 21                      | 13                      | 9                       | 8                       | 9                       | 10                      | 19                      | 21                      | 31                      | uit                     |

| binnenkomst: 02-07-1988 | binnenkomst: 02-07-1988 | binnenkomst: 02-07-1988 | binnenkomst: 02-07-1988 | binnenkomst: 02-07-1988 | binnenkomst: 02-07-1988 | binnenkomst: 02-07-1988 |
| Week                    | 1                       | 2                       | 3                       | 4                       | 5                       |                         |
| ----------------------- | ----------------------- | ----------------------- | ----------------------- | ----------------------- | ----------------------- | ----------------------- |
| Nummer                  | 34                      | 30                      | 26                      | 27                      | 34                      | uit                     |

### Evergreen Top 1000
| Hotel California in de Evergreen Top 1000 | Hotel California in de Evergreen Top 1000 | Hotel California in de Evergreen Top 1000 | Hotel California in de Evergreen Top 1000 | Hotel California in de Evergreen Top 1000 | Hotel California in de Evergreen Top 1000 | Hotel California in de Evergreen Top 1000 | Hotel California in de Evergreen Top 1000 | Hotel California in de Evergreen Top 1000 | Hotel California in de Evergreen Top 1000 | Hotel California in de Evergreen Top 1000 | Hotel California in de Evergreen Top 1000 | Hotel California in de Evergreen Top 1000 | Hotel California in de Evergreen Top 1000 | Hotel California in de Evergreen Top 1000 | Hotel California in de Evergreen Top 1000 | Hotel California in de Evergreen Top 1000 |
| Jaar                                      | 2008                                      | 2009                                      | 2010                                      | 2011                                      | 2012                                      | 2013                                      | 2014                                      | 2015                                      | 2016                                      | 2017                                      | 2018                                      | 2019                                      | 2020                                      | 2021                                      | 2022                                      | 2023                                      |
| ----------------------------------------- | ----------------------------------------- | ----------------------------------------- | ----------------------------------------- | ----------------------------------------- | ----------------------------------------- | ----------------------------------------- | ----------------------------------------- | ----------------------------------------- | ----------------------------------------- | ----------------------------------------- | ----------------------------------------- | ----------------------------------------- | ----------------------------------------- | ----------------------------------------- | ----------------------------------------- | ----------------------------------------- |
| Positie                                   | –                                         | –                                         | –                                         | –                                         | –                                         | –                                         | 391                                       | 8                                         | 2                                         | 2                                         | 4                                         | 4                                         | 6                                         | 6                                         | 5                                         | 7                                         |

### NPO Radio 2 Top 2000
| Nummer met noteringen in de NPO Radio 2 Top 2000 | '99 | '00 | '01 | '02 | '03 | '04 | '05 | '06 | '07 | '08 | '09 | '10 | '11 | '12 | '13 | '14 | '15 | '16 | '17 | '18 | '19 | '20 | '21 | '22 | '23 | '24 |
| ------------------------------------------------ | --- | --- | --- | --- | --- | --- | --- | --- | --- | --- | --- | --- | --- | --- | --- | --- | --- | --- | --- | --- | --- | --- | --- | --- | --- | --- |
| Hotel California                                 | 2   | 4   | 3   | 3   | 2   | 2   | 3   | 3   | 3   | 2   | 2   | 1   | 2   | 2   | 2   | 1   | 3   | 2   | 2   | 2   | 2   | 3   | 4   | 3   | 3   | 3   |

1. ↑  Een vetgedrukt getal geeft de hoogste notering aan.

### JOE FM Hitarchief Top 2000
| Hotel California in de JOE Top 2000 | Hotel California in de JOE Top 2000 | Hotel California in de JOE Top 2000 | Hotel California in de JOE Top 2000 | Hotel California in de JOE Top 2000 | Hotel California in de JOE Top 2000 |
| Jaar                                | 2009                                | 2010                                | 2011                                | 2012                                | 2013                                |
| ----------------------------------- | ----------------------------------- | ----------------------------------- | ----------------------------------- | ----------------------------------- | ----------------------------------- |
| Positie                             | 11                                  | 11                                  | 13                                  | 14                                  | 6                                   |